# 物部朴井鮪
物部 朴井 鮪（もののべ の えのい の しび）は、飛鳥時代の貴族。姓は連。

## 経歴
『日本書紀』に拠れば、斉明天皇4年（658年）11月3日、天皇の行幸中に有間皇子は蘇我赤兄に勧められ、共に謀反を起こす相談をした。2日後に二人がさらに密議を行っていたところ、夾膝（おしまずき＝脇息）が自然に壊れた。これに相（しるまし＝不吉な前兆）を感じ、二人は共に誓い合って、この企てを取り止めることにした。だが赤兄はその夜、「宮造る丁（よぼろ）」（造営人夫。後岡本宮造営のための役夫）で皇子の市経（いちぶ、現奈良県生駒郡生駒町一分）の邸宅を取り囲み、一方で天皇の許へ密告の早馬を走らせた。以上のようにして、有間皇子の変が発覚した。
このとき赤兄の命で役夫を率いたのが、鮪であった。ただし、鮪らしき人物は史上にこれ以前にも登場する。孝徳天皇の大化元年9月（645年）の古人大兄皇子の変の際に、皇子の共謀者として名前が挙がっている「物部朴井椎子」（もののべ の えのい の しいのみ）は、実は鮪のことではないか、とする説がある。「椎子」は歴史的仮名遣いで記すと「しひのみ」となり、「鮪」（しび）ととても近い表記と音になる。仮に同一人物であるとすると、有力な皇子による政権顛覆陰謀事件に二度も関わった人物であった、ということになる。

## 参考資料
- 『日本書紀』(四)、岩波文庫、1995年
- 『日本書紀』全現代語訳(下)、講談社学術文庫、宇治谷孟：訳、1988年
- 『日本の歴史2　古代国家の成立』、直木孝次郎：著、中央公論社、1965年